# Comuna Krukenîci, Mostîska
Krukenîci (în ucraineană Крукеничі) este o comună în raionul Mostîska, regiunea Liov, Ucraina, formată din satele Krukenîci (reședința), Ostrojeț și Volea-Sadkivska.

## Demografie
Componența lingvistică a comunei Krukenîci
     Ucraineană (98,68%)
     Alte limbi (0,44%)
Conform recensământului din 2001, majoritatea populației comunei Krukenîci era vorbitoare de ucraineană (98,68%), existând în minoritate și vorbitori de alte limbi.